# إيفلين مايلز
إيفلين مايلز (بالإنجليزية: Eve Myles)‏ هي ممثلة بريطانية، ولدت في 26 يوليو 1978 في المملكة المتحدة. من الجوائز التي نالتها BAFTA Cymru ‏.

## النشأة
ولد مايلز في 26 يوليو 1978 في ويلز. والدها اسكتلندي. نشأت مع اهتمام قوي بالملاكمة، على الرغم من أنها تخلت عن الرياضة بعد كسر مفصلها عن طريق لكم كيس رمل مبلل. في عام 2000، حصلت مايلز على بكالوريوس الآداب في التمثيل من الكلية الملكية الويلزية للموسيقى والدراما في كارديف. ثم انتقلت إلى لندن.

## جوائز
- BAFTA Cymru [الإنجليزية]‏

## وصلات خارجية
- إيفلين مايلز على موقع IMDb (الإنجليزية)
- إيفلين مايلز على موقع ألو سيني (الفرنسية)
- إيفلين مايلز على موقع ميوزك برينز (الإنجليزية)
- إيفلين مايلز على موقع أول موفي (الإنجليزية)
- إيفلين مايلز على موقع قاعدة بيانات الفيلم (الإنجليزية)
- إيفلين مايلز على موقع كينوبويسك (الروسية)